# Hypoponera opacior
Hypoponera opacior är en myrart som först beskrevs av Auguste-Henri Forel 1893.  Hypoponera opacior ingår i släktet Hypoponera och familjen myror. Inga underarter finns listade i Catalogue of Life.

## Bildgalleri

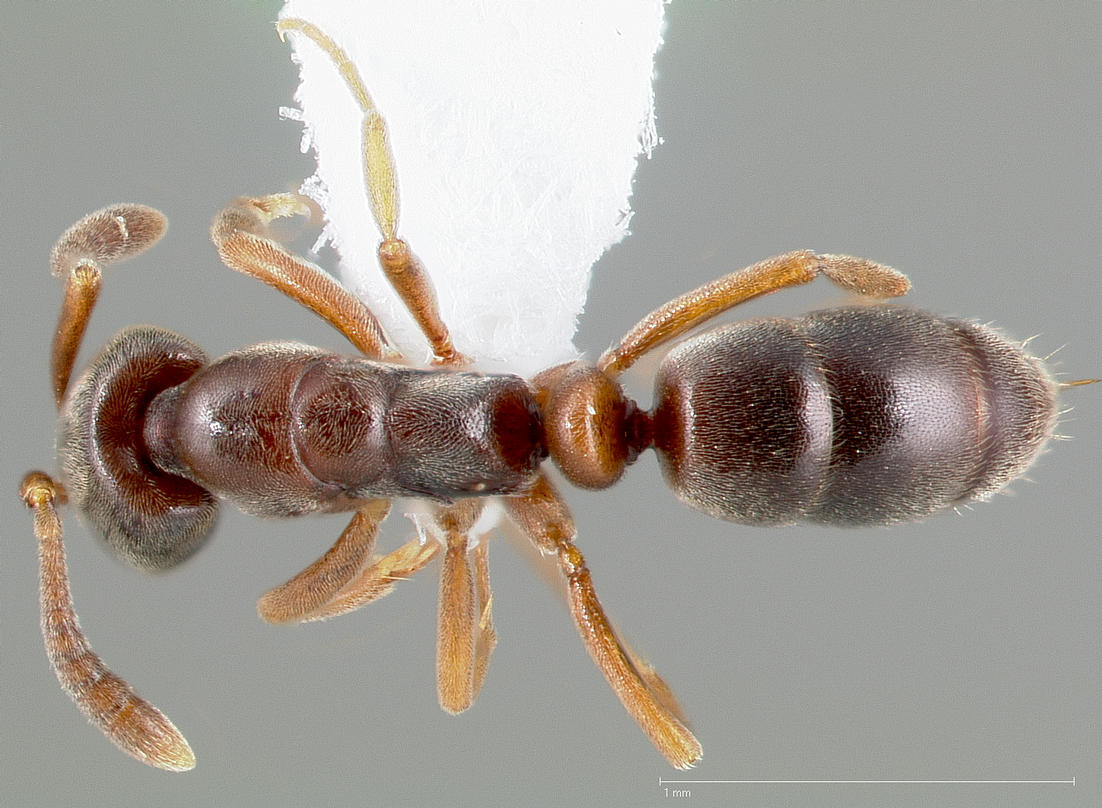
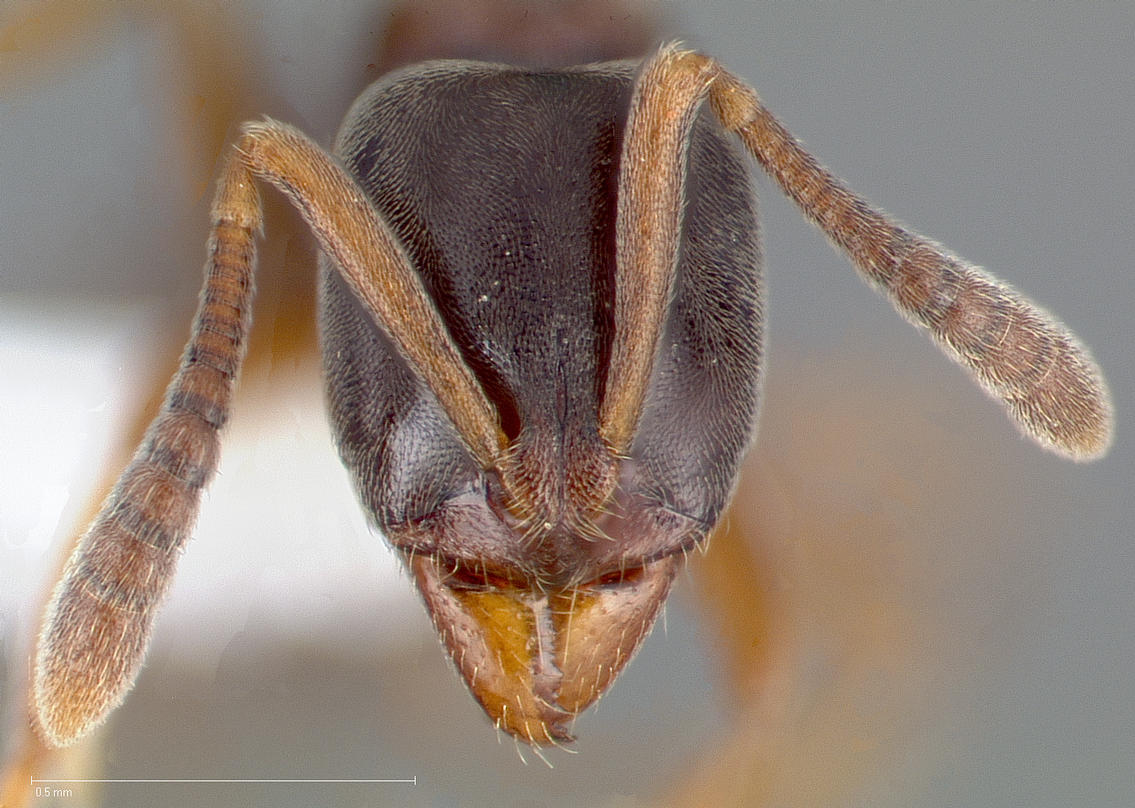
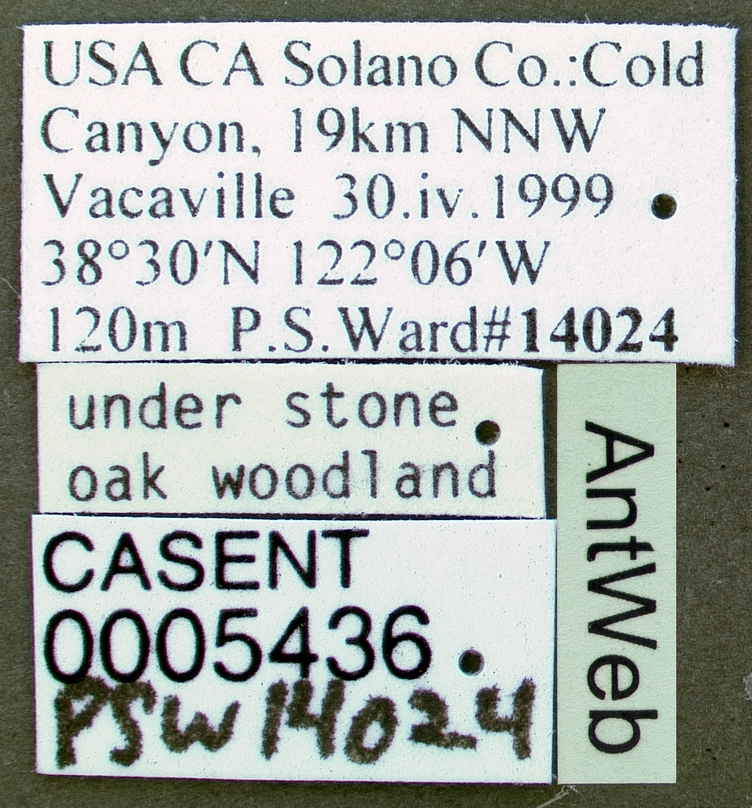
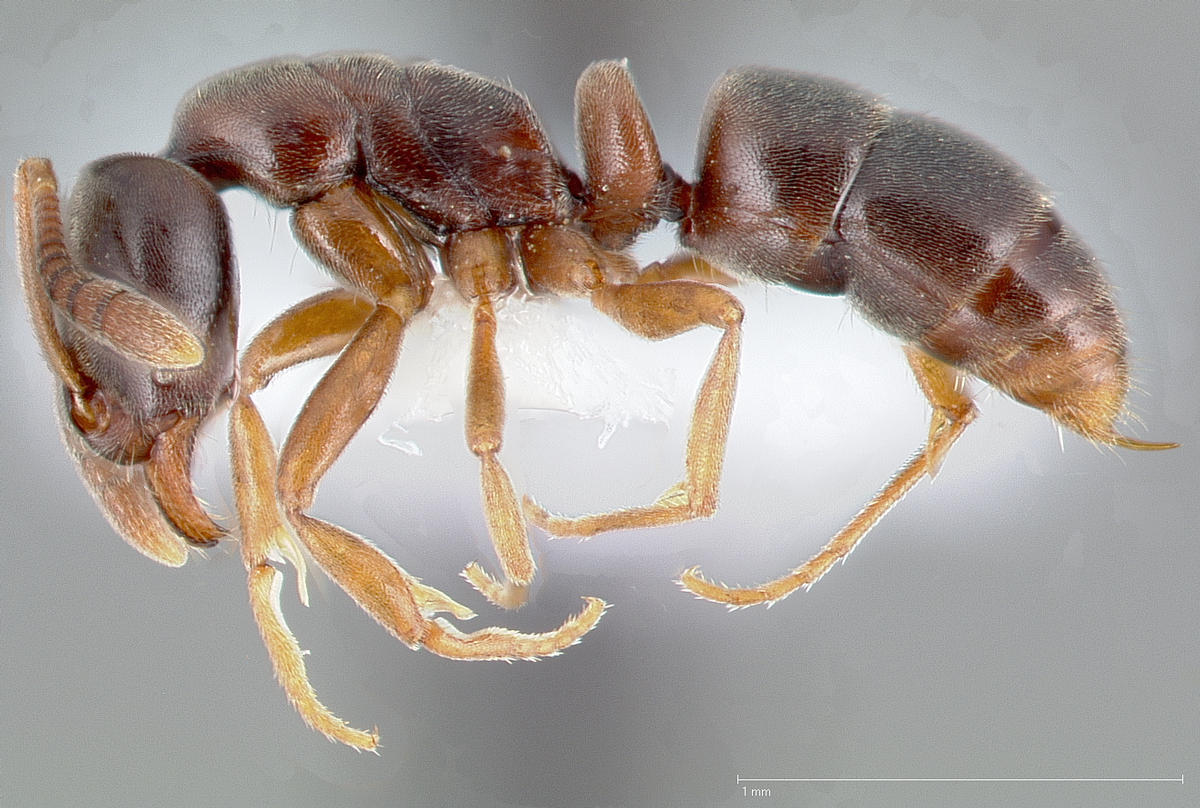
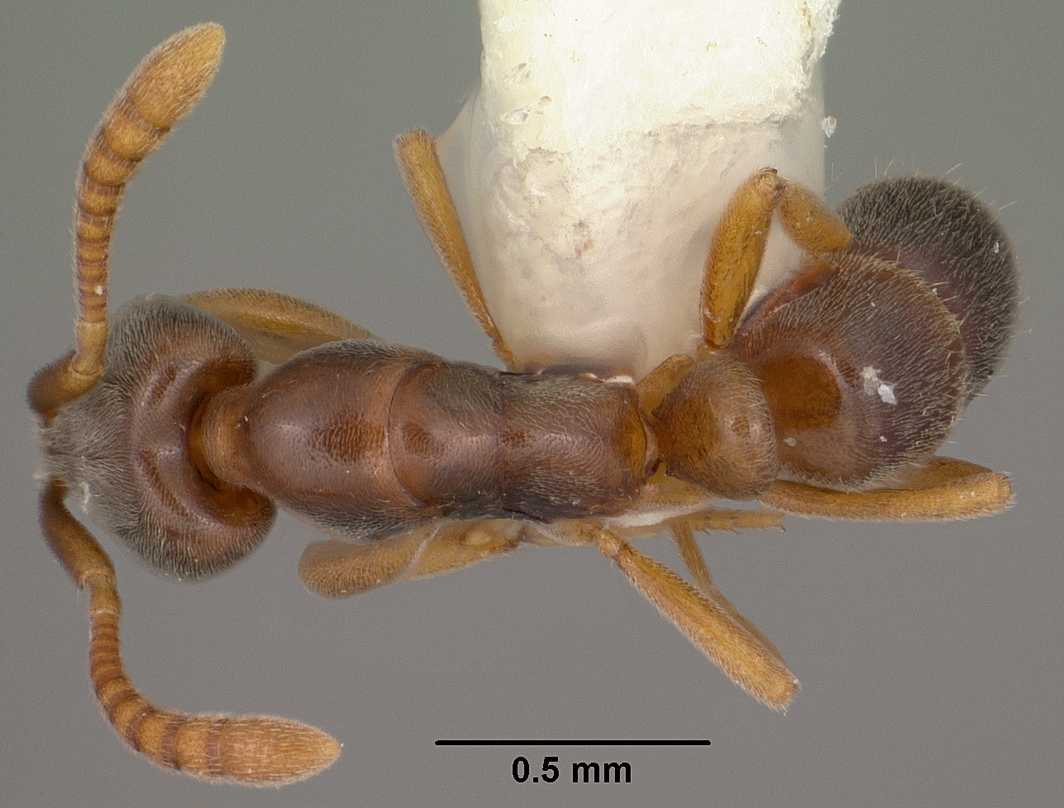
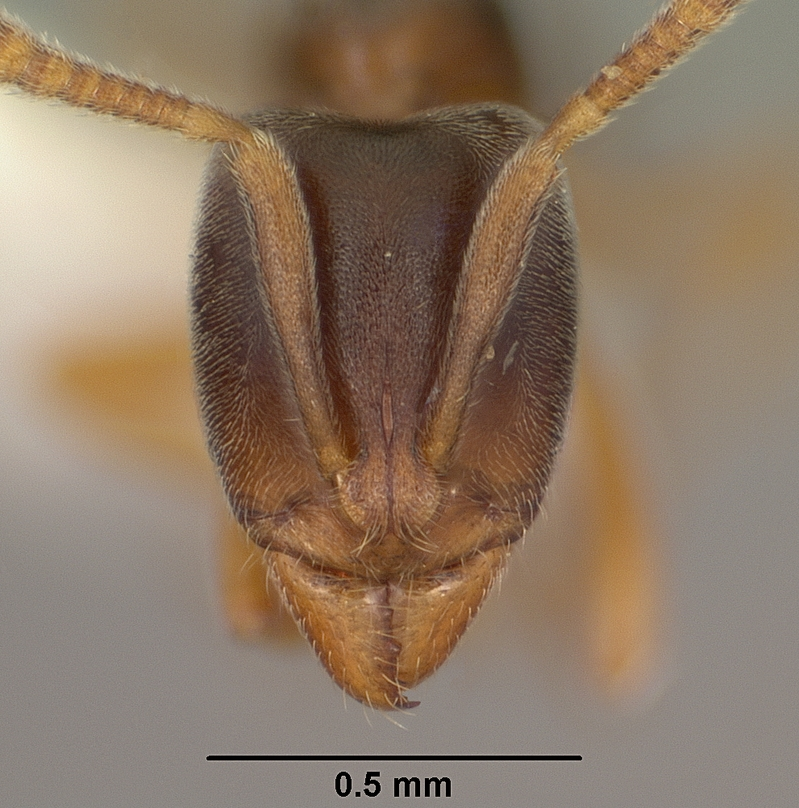